# تیاگو دانتاش
تیاگو فیلیپ اولیویرا دانتاش (به پرتغالی: Tiago Filipe Oliveira Dantas) (زاده ۲۴ دسامبر ۲۰۰۰) بازیکن فوتبال حرفه‌ای اهل پرتغال است که به عنوان هافبک به صورت قرضی از بنفیکا برای باشگاه توندلا در دسته پریمیرا لیگا بازی می‌کند.

## دوران باشگاهی
دانتاش در لیسبون متولد شد و در سال ۲۰۱۰ به جوانان بنفیکا پیوست. در ۱۱ اوت ۲۰۱۸، و در یک بازی از رقابت‌های لیگا پرو پرتغال مقابل لیشوییش، اولین بازی حرفه‌ای خود را با پیراهن بنفیکا بی ثبت کرد و ۲–۱ در این بازی خانگی پیروز شدند.
در ۲۱ دسامبر ۲۰۱۹ و در یک بازی از مسابقات تاسا دا لیگا مقابل ویتوریا ستوبال، دانتاش اولین بازی خود را برای بنفیکا انجام داد.
در اکتبر ۲۰۲۰، برای یک فصل به صورت قرضی به بایرن مونیخ II پیوست.
در ۲۷ فوریه ۲۰۲۱، او اولین بازی خود در بوندس‌لیگا را برای بایرن مونیخ و در برابر کلن انجام داد.

## آمار باشگاهی
تا تاریخ ۱۰ آوریل ۲۰۲۱
| آمار حضور و گلزنی بر پایه رقابت و باشگاه | آمار حضور و گلزنی بر پایه رقابت و باشگاه | آمار حضور و گلزنی بر پایه رقابت و باشگاه | آمار حضور و گلزنی بر پایه رقابت و باشگاه | آمار حضور و گلزنی بر پایه رقابت و باشگاه | آمار حضور و گلزنی بر پایه رقابت و باشگاه | آمار حضور و گلزنی بر پایه رقابت و باشگاه | آمار حضور و گلزنی بر پایه رقابت و باشگاه | آمار حضور و گلزنی بر پایه رقابت و باشگاه | آمار حضور و گلزنی بر پایه رقابت و باشگاه | آمار حضور و گلزنی بر پایه رقابت و باشگاه | آمار حضور و گلزنی بر پایه رقابت و باشگاه | آمار حضور و گلزنی بر پایه رقابت و باشگاه |
| باشگاه                                   | فصل                                      | لیگ                                      | لیگ                                      | لیگ                                      | جام حذفی                                 | جام حذفی                                 | جام اتحادیه                              | جام اتحادیه                              | سایر                                     | سایر                                     | مجموع                                    | مجموع                                    |
| باشگاه                                   | فصل                                      | دسته                                     | بازی(ها)                                 | گل(ها)                                   | بازی(ها)                                 | گل(ها)                                   | بازی(ها)                                 | گل(ها)                                   | بازی(ها)                                 | گل(ها)                                   | بازی(ها)                                 | گل(ها)                                   |
| ---------------------------------------- | ---------------------------------------- | ---------------------------------------- | ---------------------------------------- | ---------------------------------------- | ---------------------------------------- | ---------------------------------------- | ---------------------------------------- | ---------------------------------------- | ---------------------------------------- | ---------------------------------------- | ---------------------------------------- | ---------------------------------------- |
| بنفیکا بی                                | ۲۰۱۸–۱۹                                  | لیگاپرو                                  | ۲۱                                       | ۲                                        | ۰                                        | ۰                                        | —                                        | —                                        | —                                        | —                                        | ۲۱                                       | ۲                                        |
| بنفیکا بی                                | ۲۰۱۹–۲۰                                  | لیگاپرو                                  | ۲۳                                       | ۳                                        | ۰                                        | ۰                                        | —                                        | —                                        | —                                        | —                                        | ۲۳                                       | ۳                                        |
| بنفیکا بی                                | ۲۰۲۰–۲۱                                  | لیگا پرتغال ۲                            | ۵                                        | ۰                                        | ۰                                        | ۰                                        | —                                        | —                                        | —                                        | —                                        | ۵                                        | ۰                                        |
| بنفیکا بی                                | مجموع                                    | مجموع                                    | ۴۹                                       | ۵                                        | ۰                                        | ۰                                        | —                                        | —                                        | —                                        | —                                        | ۴۹                                       | ۵                                        |
| بنفیکا                                   | ۲۰–۲۰۱۹                                  | پریمیرا لیگا                             | ۰                                        | ۰                                        | ۰                                        | ۰                                        | ۱                                        | ۰                                        | ۰                                        | ۰                                        | ۱                                        | ۰                                        |
| بنفیکا                                   | ۲۰۲۰–۲۱                                  | پریمیرا لیگا                             | ۰                                        | ۰                                        | ۰                                        | ۰                                        | ۰                                        | ۰                                        | ۰                                        | ۰                                        | ۰                                        | ۰                                        |
| بنفیکا                                   | مجموع                                    | مجموع                                    | ۰                                        | ۰                                        | ۰                                        | ۰                                        | ۱                                        | ۰                                        | ۰                                        | ۰                                        | ۱                                        | ۰                                        |
| بایرن مونیخ (قرضی)                       | ۲۱–۲۰۲۰                                  | بوندس‌لیگا                                | ۲                                        | ۰                                        | ۰                                        | ۰                                        | —                                        | —                                        | ۰                                        | ۰                                        | ۲                                        | ۰                                        |
| بایرن مونیخ II (قرضی)                    | ۲۰۲۰–۲۱                                  | لیگا .۳                                  | ۷                                        | ۰                                        | —                                        | —                                        | —                                        | —                                        | —                                        | —                                        | ۷                                        | ۰                                        |
| مجموع عملکرد                             | مجموع عملکرد                             | مجموع عملکرد                             | ۵۸                                       | ۵                                        | ۰                                        | ۰                                        | ۱                                        | ۰                                        | ۰                                        | ۰                                        | ۵۹                                       | ۵                                        |

## افتخارات
بنفیکا
- قهرمانی کشوری جوانان پرتغال: ۱۸–۲۰۱۷
- لیگ جوانان یوفا نایب-قهرمان: ۲۰–۲۰۱۹[۷]

بایرن مونیخ
- بوندس‌لیگا: ۲۱–۲۰۲۰[۸]
- جام باشگاه‌های جهان: ۲۰۲۰[۹]